# Kulinia eludens
Kulinia eludens är en gräsväxtart som beskrevs av Barbara Gillian Briggs och Lawrence Alexander Sidney Johnson. Kulinia eludens ingår i släktet Kulinia och familjen Restionaceae. Inga underarter finns listade i Catalogue of Life.